# Silvåkra landskommun
Silvåkra landskommun var en tidigare kommun i dåvarande Malmöhus län.

## Administrativ historik
Kommunen bildades i Silvåkra socken i Torna härad i Skåne när 1862 års kommunalförordningar trädde i kraft.
Vid kommunreformen 1952 uppgick kommunen i Veberöds landskommun som 1974 uppgick i Lunds kommun.